# Diocesi di Helena

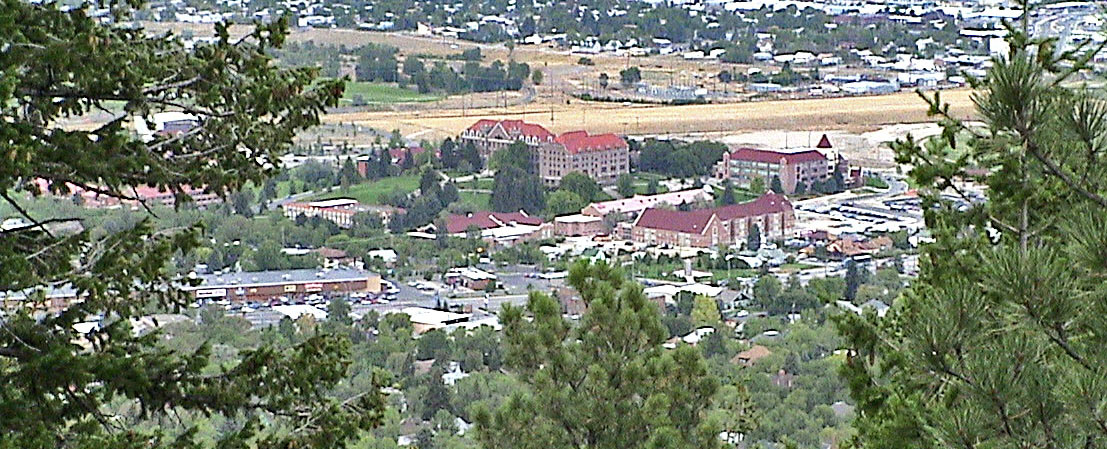
Vista aerea del Carroll College di Helena, fondato dal vescovo John Patrick Carroll nel 1909.

La diocesi di Helena (in latino Dioecesis Helenensis) è una sede della Chiesa cattolica negli Stati Uniti d'America suffraganea dell'arcidiocesi di Portland. Nel 2021 contava 45.960 battezzati su 634.591 abitanti. È retta dal vescovo Austin Anthony Vetter.

## Territorio
La diocesi occupa la parte occidentale dello stato del Montana e precisamente 23 contee, di cui:
- 21 per intero: Beaverhead, Broadwater, Deer Lodge, Flathead, Gallatin, Glacier, Granite, Jefferson, Lake, Lewis and Clark, Lincoln, Madison, Meagher, Mineral, Missoula, Pondera, Powell, Ravalli, Sanders, Silver Bow, Wheatland;
- 2 in parte:Teton e Toole.

Sede vescovile è la città di Helena, capitale dello Stato, dove si trova la cattedrale di Sant'Elena (Cathedral of St. Helena).
Il territorio si estende su 134.478 km² ed è suddiviso in 58 parrocchie, raggruppate in 6 decanati: Bozeman, Butte, Conrad, Helena, Kalispell e Missoula.

## Storia
I primi missionari a raggiungere le terre del Montana furono i gesuiti con padre Pierre-Jean De Smet, che nel 1840 fondò la missione di Sainte-Marie presso Stevensville, e poi la missione di Sant'Ignazio in una regione prevalentemente abitata da Indiani e cercatori d'oro. La missione dei gesuiti si concentrò soprattutto sull'evangelizzazione dei nativi americani.
Il vicariato apostolico del Montana fu eretto il 3 marzo 1868 con il breve Summi apostolatus di papa Pio IX e comprendeva inizialmente la parte del Montana a est dello spartiacque delle Montagne Rocciose. Il territorio fu ricavato dal vicariato apostolico del Nebraska (oggi arcidiocesi di Omaha). Fu nominato come primo vicario apostolico Augustin Ravoux, vicario generale di Saint Paul, il quale tuttavia non accettò l'incarico; il vicariato apostolico fu allora dato in amministrazione ai vicari apostolici del Nebraska.
Il 17 aprile 1883 estese la sua giurisdizione su tutto il Montana, acquisendo i territori del Montana a ovest dello spartiacque delle Montagne Rocciose, che erano appartenuti al vicariato apostolico dell'Idaho (oggi diocesi di Boise City).
Il 7 marzo 1884 in forza del breve Personam beatissimi di papa Leone XIII il vicariato apostolico è stato elevato a diocesi, con sede nella città di Helena, capitale del Montana, da cui la diocesi prese il nome. Essa fu resa suffraganea dell'arcidiocesi di Oregon City, che nel 1928 assunse il nome di arcidiocesi di Portland.
Primo vescovo fu il sacerdote belga Jean-Baptiste Brondel, trasferito dalla diocesi di Vancouver. Durante il suo episcopato ventennale il numero delle parrocchie raggiunse la cifra di 56. Nell'opera di evangelizzazione del territorio fu aiutato da diverse congregazioni religiose, in particolare le suore della carità e le orsoline, arrivate nel 1884, e le suore del Buon Pastore, che aprirono diverse scuole. Continuò l'opera missionaria presso i nativi americani.
Alla sua morte, la diocesi fu divisa in due, e il 18 maggio 1904 i due terzi orientali del Montana furono ceduti a vantaggio dell'erezione della diocesi di Great Falls (oggi diocesi di Great Falls-Billings).
Il vescovo John Patrick Carroll (1904-1925) eresse 32 nuove parrocchie, moltiplicò il numero delle scuole parrocchiale, aprì un seminario minore, fondò 5 high schools cattoliche e il Mont St Charles College a Helena, in seguito nominato Carroll College, e istituì il Diocesan council of Catholic Women. Nel 1909 benedisse la posa della prima pietra della cattedrale, che consacrò il 3 giugno 1924. Alla sua morte la diocesi contava quasi 90 preti diocesani per una popolazione cattolica di 40.000 fedeli, che all'epoca costituivano il 15% della popolazione totale della diocesi.
I vescovi Joseph Michael Gilmore (1935-1962) e Raymond Gerhardt Hunthausen continuarono l'opera di Carroll. Da segnalare la fondazione del Diocesan council of Catholic Men e di altre istituzioni cattoliche quali per esempio 9 ospedali e 2 scuole per infermieri. Alla morte di Gilmore la diocesi contava 57 parrocchie e quasi 200 stazioni missionarie, 141 preti di cui 15 religiosi (gesuiti e premostratensi) e oltre 300 religiose appartenenti a 11 congregazioni.

## Cronotassi dei vescovi
Si omettono i periodi di sede vacante non superiori ai 2 anni o non storicamente accertati.
- Augustin Ravoux † (3 marzo 1868 - ?) (vescovo eletto)
- Sede vacante (1868-1884)
- Jean-Baptiste Brondel † (7 aprile 1883 - 7 marzo 1884 nominato vescovo di Helena) (amministratore apostolico)

- Jean-Baptiste Brondel † (7 marzo 1884 - 3 novembre 1903 deceduto)
- John Patrick Carroll † (12 settembre 1904 - 4 novembre 1925 deceduto)
- George Joseph Finnigan † (20 maggio 1927 - 14 agosto 1932 deceduto)
- Ralph Leo Hayes † (23 giugno 1933 - 26 ottobre 1935 nominato rettore del Pontificio collegio americano del Nord[6])
- Joseph Michael Gilmore † (16 dicembre 1935 - 2 aprile 1962 deceduto)
- Raymond Gerhardt Hunthausen † (8 luglio 1962 - 25 febbraio 1975 nominato arcivescovo di Seattle)
- Elden Francis Curtiss (4 marzo 1976 - 4 maggio 1993 nominato arcivescovo di Omaha)
- Alexander Joseph Brunett † (19 aprile 1994 - 28 ottobre 1997 nominato arcivescovo di Seattle)
- Robert Charles Morlino † (6 luglio 1999 - 23 maggio 2003 nominato vescovo di Madison)
- George Leo Thomas (23 marzo 2004 - 28 febbraio 2018 nominato vescovo di Las Vegas)
- Austin Anthony Vetter, dall'8 ottobre 2019

## Statistiche
La diocesi nel 2021 su una popolazione di 634.591 persone contava 45.960 battezzati, corrispondenti al 7,2% del totale.
| anno | popolazione | popolazione | popolazione | presbiteri | presbiteri | presbiteri | presbiteri                | diaconi | religiosi | religiosi | parrocchie |
| anno | battezzati  | totale      | %           | numero     | secolari   | regolari   | battezzati per presbitero | diaconi | uomini    | donne     | parrocchie |
| ---- | ----------- | ----------- | ----------- | ---------- | ---------- | ---------- | ------------------------- | ------- | --------- | --------- | ---------- |
| 1950 | 65.000      | 242.000     | 26,9        | 141        | 100        | 41         | 460                       |         | 14        | 334       | 53         |
| 1966 | 79.532      | 322.800     | 24,6        | 153        | 137        | 16         | 519                       |         | 26        | 200       | 57         |
| 1970 | 75.500      | 322.800     | 23,4        | 132        | 115        | 17         | 571                       |         | 30        | 201       | 56         |
| 1976 | 65.514      | 342.472     | 19,1        | 134        | 118        | 16         | 488                       | 3       | 26        | 102       | 61         |
| 1980 | 64.500      | 385.000     | 16,8        | 134        | 117        | 17         | 481                       | 7       | 25        | 81        | 60         |
| 1990 | 65.984      | 424.000     | 15,6        | 101        | 90         | 11         | 653                       | 16      | 11        | 79        | 53         |
| 1999 | 66.500      | 424.372     | 15,7        | 97         | 86         | 11         | 685                       | 26      | 1         | 61        | 58         |
| 2000 | 66.500      | 483.435     | 13,8        | 88         | 77         | 11         | 755                       | 28      | 12        | 58        | 58         |
| 2001 | 67.500      | 483.435     | 14,0        | 88         | 78         | 10         | 767                       | 34      | 11        | 48        | 58         |
| 2002 | 67.803      | 509.439     | 13,3        | 84         | 78         | 6          | 807                       | 35      | 9         | 46        | 58         |
| 2003 | 67.693      | 509.439     | 13,3        | 82         | 75         | 7          | 825                       | 34      | 9         | 40        | 57         |
| 2004 | 49.927      | 506.000     | 9,9         | 76         | 70         | 6          | 656                       | 33      | 8         | 35        | 58         |
| 2006 | 58.780      | 525.000     | 11,2        | 79         | 73         | 6          | 744                       | 28      | 9         | 38        | 58         |
| 2013 | 55.800      | 565.000     | 9,9         | 75         | 70         | 5          | 744                       | 42      | 7         | 33        | 57         |
| 2016 | 44.413      | 595.114     | 7,5         | 70         | 66         | 4          | 634                       | 43      | 6         | 7         | 58         |
| 2019 | 45.940      | 619.667     | 7,4         | 70         | 64         | 6          | 656                       | 40      | 8         | 18        | 58         |
| 2021 | 45.960      | 634.591     | 7,2         | 63         | 54         | 9          | 729                       | 34      | 11        | 12        | 58         |